# Карлайл Сміт Білз
Карлайл Сміт Білз (англ. Carlyle Smith Beals; 29 червня 1899 — 2 липня 1979) — канадський астроном. Член Канадського і Лондонського королівських товариств.
Родився в Кансо (Нова Шотландія). У 1919 році закінчив Акадійській університет. Продовжував освіту в університетах Торонто і Лондона. У 1926—1927 роках працював в Університеті Акадія, у 1927—1964 роках — в Домінйонській астрофізичній обсерваторії у Вікторії (Британська Колумбія; з 1946 року — директор). З 1946 року — керівник усіх канадських урядових обсерваторій. Зробив великий внесок у розвиток астрофізичних і геофізичних досліджень у Канаді та в оснащення обсерваторій цієї країни сучасним устаткуванням.
Основні наукові роботи відносяться до спектроскопії зір і міжзоряної речовини. Детально досліджував спектри зір Вольфа — Рає і зір типу P Лебедя, нових зір. Показав, що спостережувані особливості спектрів цих нестаціонарних зір обумовлені закінченням речовини з їхньої поверхні. Розробив класифікаційну схему спектрів зір Вольфа — Рає і побудував для них шкалу температур, засновану на інтенсивностях емісійних ліній. Виконані Білзом дослідження інтенсивностей і променевих швидкостей міжзоряних ліній натрію і кальцію мали велике значення для розуміння поведінки міжзоряної речовини і міжзоряного поглинання світла. У 1936 році виявив у деяких зір складну структуру міжзоряних ліній, що свідчить про існування декількох поглинаючих хмар між зоею і Сонцем. На території Канади відкрив і досліджував низку стародавніх кратерів, що утворилися в результаті падіння великих метеоритів.
Президент Канадського королівського астрономічного товариства (1952), Американського астрономічного товариства (1962—1964).
Золота медаль Канадського королівського товариства (1957), медаль Ф. Леонарда Американського метеоритного товариства (1966).
На честь Білза названо астероїд 3314 Білс та кратер на Місяці.